# Diapangou
Cet article concerne le village chef-lieu. Pour le département et la commune rurale, voir Diapangou (département).
Diapangou est un village du département et la commune rurale de Diapangou, dont il est le chef-lieu, situé dans la province du Gourma et la région de l’Est au Burkina Faso.

## Géographie

### Situation et environnement
Diapangou est située à 20 km à l’ouest de Fada N’Gourma, le chef-lieu de la province et de la région, et à 190 km à l’Est de Ouagadougou.

### Démographie
- En 2006, le village comptait 2 162 habitants recensés[1].

## Économie
Du fait de sa localisation sur la RN4, un axe de communication majeur du pays, Diapangou bénéficie des échanges commerciaux au niveau de la province.

## Transports
Le village est traversé par la route nationale 4.

## Santé et éducation
Diapangou accueille un centre de santé et de promotion sociale (CSPS).